# Бобровская (Коношский район)
Бобровская — деревня в Коношском районе Архангельской области. Входит в состав Климовского сельского поселения.

## География
Находится в юго-западной части Архангельской области на расстоянии приблизительно 40 км на запад-юго-запад по прямой от административного центра района поселка Коноша на западном берегу озера Святое.

## История
В 1905 году здесь (деревня Кирилловского уезда Новгородской губернии) было учтено 17 дворов.

## Население
Численность населения: 106 человек (1905 год), 25 (русские 100 %) в 2002 году, 12 в 2010.